# Tomoxena
Tomoxena là một chi nhện trong họ Theridiidae.